# 贖命
《贖命》，是一部於2009年拍攝的香港懸疑電影，於2011年12月1日在香港上映。由曾參與電影《霍元甲》及《血戰新世紀》的周隼擔任導演兼編劇，陳奕迅和萊斯里-安妮·赫夫主演。此片於美國洛杉磯及香港拍攝，亦是陳奕迅首次以全英語對白演出。

## 劇情
少女Kate擁有一種奇異的能力－－只要看一眼，她就能說出他人離世的時間，分秒不誤。某天，她在西雅圖的餐廳遇上將在幾小時後死去的Jason，於是她跟Jason作了一個協定：如果Jason能夠在死後到達「來世」，便要向Kate報個訊息，讓她知道「來世」到底是怎麽樣的。
當晚，Jason如Kate所料，離奇地死去；而在死前的最後一刻，Jason看到了一個詭秘恐怖的影像。
數天之後，Kate果然接到來自「來世」的電話。驚嚇之餘，她按照電話的指示，從洛杉磯到了香港，與Darren相會。Darren是個酒保，因擁有一個「不完整的靈魂」而深受困擾。於是Darren與Kate一起展開了探討「來世」的歷險旅程，更發現Jason臨死前看到的恐怖影像的真相。
這次歷險旅程，讓他們發現關於「生命」、「死亡」，以及最重要的「愛」之真理。

## 演員
- 陳奕迅 飾 Darren
- 萊斯里-安妮·赫夫（英语：Leslie-Anne Huff） 飾 Kate
- Roy Werner 飾 Kate的父親
- Kimberly Estrada 飾 Maggie Johnston
- Anthony Chaput 飾 Jason
- Antonella Monceau 飾 Jeanne

## 外部連結
- 香港影庫上《贖命》的資料（繁體中文）
- 时光网上《贖命》的資料（简体中文）
- 豆瓣电影上《贖命》的資料 （简体中文）
- 爛番茄上《贖命》的資料（英文）
- AllMovie上《贖命》的资料（英文）
- 互联网电影数据库（IMDb）上《贖命》的资料（英文）
- 萬誘引力電影 網頁及論壇
- aaiff 2011
- Cinespot 動映地帶:贖命
- 《贖命》：眼高手低，故弄玄虛
- now電影專頁